# Deportivo Alavés Gloriosas
Maillots
Actualités
Le Deportivo Alavés Gloriosas est la section féminine du Deportivo Alavés, fondé en 2017 et basé à Vitoria-Gasteiz, la capitale de l'Alava, l'une des provinces du Pays basque espagnol. Le club évolue actuellement en première division.

## Histoire
La section féminine est fondée en 2017, en reprenant le CD Gasteizko Neskak. Pour son premier match face à la réserve de l'Athletic Bilbao, l'équipe est soutenue par 8 000 supporters. La saison suivante, le club est en deuxième division. En 2020-2021, il remporte la compétition et est promu en Primera Iberdrola. En décembre 2020, la section évolue pour la première fois au stade de Mendizorrotza face au Levante UD (1-1).

## Palmarès
| Compétitions nationales                                      |
| ------------------------------------------------------------ |
| - Championnat d'Espagne féminin D2 (1) : - Vainqueur : 2021. |